# 제40회 골든 글로브상
제40회 골든 글로브상은 1982년 상영된 영화 중 가장 뛰어난 영화를 수상하기 위해 1983년 1월에 열린 시상식이다. 미국,캘리포니아/비버리 힐튼 호텔에서 개최되었다.

## 수상 및 후보

### 세실 B. 데밀 상
- 로렌스 올리비에 수상

### 작품상-드라마
- 이티 - 스티븐 스필버그 수상
- 심판 - 시드니 루멧
- 사관과 신사 - 테일러 핵포드
- 소피의 선택 - 앨런 J. 파큘라
- 미싱 - 코스타 가브라스

### 여우주연상-드라마
- 소피의 선택 - 메릴 스트립 수상
- 미싱 - 씨씨 스페이식
- 결혼의 위기 - 다이안 키튼
- 여배우 프란시스 - 제시카 랭
- 사관과 신사 - 데브라 윙거

### 남우주연상-드라마
- 간디 - 벤 킹슬리 수상
- 미싱 - 잭 레먼
- 결혼의 위기 - 앨버트 피니
- 심판 - 폴 뉴먼
- 사관과 신사 - 리차드 기어

### 작품상-뮤지컬코미디
- 투씨 - 시드니 폴락 수상
- 베스트 리틀 호하우스 인 텍사스 - 콜린 히긴스
- 청춘의 양지 - 베리 레빈슨
- 아름다운 날들 - 리차드 벤자민
- 빅터 빅토리아 - 블레이크 에드워즈

### 여우주연상-뮤지컬코미디
- 빅터 빅토리아 - 줄리 앤드류스 수상
- 애니 - 캐롤 버넷
- 애니 - 아이린 퀸
- 베스트 프렌드 - 골디 혼
- 베스트 리틀 호하우스 인 텍사스 - 돌리 파튼
- 영혼의 키스 - 샐리 필드

### 남우주연상-뮤지컬코미디
- 투씨 - 더스틴 호프만 수상
- 브로드웨이에 막이 오를 때 - 알 파치노
- 뉴욕의 사랑 - 헨리 윙클러
- 아름다운 날들 - 피터 오툴
- 빅터 빅토리아 - 로버트 프레스턴

### 여우조연상
- 투씨 - 제시카 랭 수상
- 아름다운 날들 - 레이니 카잔
- 컴 백 - 쉐어
- 여배우 프란시스 - 킴 스탠리
- 빅터 빅토리아 - 레슬리 앤 워렌

### 남우조연상
- 사관과 신사 - 루이스 고셋 주니어 수상
- 텍스 - 짐 메츨러
- 심판 - 제임스 메이슨
- 템피스트 - 라울 줄리아
- 사관과 신사 - 데이빗 키스

### 외국어 영화상
- 간디 - 리차드 아텐보로 수상
- 피츠카랄도 - 베르너 헤어조크
- 스노위 맨 - 조지 밀러
- 라 트라비아타 - 프랑코 제페렐리
- 욜 - Yilmaz Guney
- 불을 찾아서 - 장 자크 아노

### 감독상
- 간디 - 리차드 아텐보로 수상
- 미싱 - 코스타 가브라스
- 이티 - 스티븐 스필버그
- 투씨 - 시드니 폴락
- 심판 - 시드니 루멧

### 각본상
- 간디 - 존 브릴리 수상
- 미싱 - 코스타 가브라스
- 심판 - 데이비드 마멧
- 투씨 - 머레이 슈이스걸
- 이티 - 멜리사 머디슨

### 음악상
- 이티 - 존 윌리엄스 수상
- 사랑의 시간 - 더들리 무어
- 블레이드 러너 - 반젤리스
- 캣 피플 - 조지오 모로더
- 빅터 빅토리아 - Henry Mancini

### 주제가상
- 사관과 신사 - 잭 닛쉐 수상
- 캣 피플 - 조지오 모로더
- 두 남자 - 버트 바카락
- 록키 3 - Jim Peterik
- 죠르지오의 사랑 - 존 윌리엄스

### 신인남우상
- 간디 - 벤 킹슬리 수상
- 48시간 - 에디 머피
- 소피의 선택 - 케빈 클라인
- 이티 - 헨리 토마스
- 사관과 신사 - 데이빗 키스

### 신인여우상
- 코난 - 바바리안 - 샌달 버그먼 수상
- 템피스트 - 몰리 링월드
- 사관과 신사 - 리사 블런트
- 애니 - 아이린 퀸
- 러브 차일드 - 에이미 메디건
- 사랑의 시간 - Katherine Healy

### 미스 골든 글로브
- Lori Leonelli 수상
- Rhonda Shear 수상

## 같이 보기
- 제55회 아카데미상
- 제3회 골든 래즈베리상
- 제36회 영국 아카데미 영화상